# Лука Милованов Георгијевић
Лука Милованов Георгијевић (Осат, 1784  — Будим, 23. новембар 1828)  био је српски књижевник и филолог. По образовању и занимању био је правник, филозоф, писац и учитељ. Сматра се првим српским дечијим писцем.

## Биографија
Рођен је у Босни, у нахији сребрничкој, a у кнежини Осату око 1784. Осат је предео источно од Сребренице, омеђен Дрином и планинама Чауш, Прибићевац и Неслопац. После две године од његовог рођења, отац Милован прелази c породицом у Срем, где се настанио најпре у Черевићу, а потом у Винковцима. Овде је Лука изучио гимназију, у Сегедину филозофију a у Пешти права. Још знамо да је 1810. кад је писао своје важно дело, био учитељ српске школе у Пешти. Одлазећи често Русима у Ирму, где је подигнута капела над гробом велике руске кнегиње, која је била удата за Палатина Краљевине Угарске, Лука је једне ноћи оглувео. Пошто је подучавао Русе, изгубио је тај посао и почео је да пије. 
Пошто није имао посла, Лука је писао акте адвокатима и преводио је књиге за будимског православног владику Дионисија Поповића. Почео је да  губи вид и у страшној сиротињи преминуо је 23. новембра 1828. године. При крају живота су му помагале три Српкиње, од којих се Марија Поповић (једна од њих) касније удала за песника Симу Милутиновића.

## Научни и књижевни рад
C Вуком Караџићем се упознао у Будиму 1814. Вук описује Луку да је био раста средњега, више риђ него црномањаст, врло шаљив, и до смрти поштен човек. Спис Луке Милованова Георгијевића — Опит настављења к србској сличноречности и слогомјерју или просодии — био је 1810. готов и поднесен цензору у Будиму. Цензор је одлучио да се нови правопис замени уобичајеним; Лука није хтео  да то учини, и спис је  преживео у рукопису писца. Српкиња удата за Симу Милутиновића је предала спис Вуку Караџићу. Тек 1833. у Бечу га издаје Вук Караџић. Лука није испитивао гласове физиолошки, али је читао Добровског и мађарске радове Реваија.
Он је претеча модерне српске ћирилице у којој је до краја испоштовао Аделунгово правило Пиши као што говориш.
Израђујући спис, он је прво стао код слова (писмена) као код прве препреке. Он је у правопису желео једноставност. По томе је и поступао, радујући се унапред исправкама и допунама. Ако се — говораше Лука — међу књижевницима утврди једнакост у питању слова, лакше ће се доћи до граматике која је онда била потребна. Кад би било граматике, било би реда и доследности, те би се знало како ко пише: или српски или словенски. Једним словом, један списатељ не би се усудио иначе, него по правилима оне Писменице, коју имамо, то јест за сад чисто словенски писати. Лука налази да се ни то не ради тачно. Он, пак, хоће да пише „простим мојим материним језиком“, те зато и у писмена дира, верујући да ће се тако питање, које је већ постављено, брже расправити, a може бити да ће ко, изазван тиме, и Граматику српскога језика написати. Он тражи одлучност и доследност. После тога долази на ред питање o писменима. Пошто је дотадашњи правопис неправилан, то је Лука дуговетним размисливањем и многим c ученим људима o том разговарањем за правило нашао начела која одмах и излаже. Утврдивши да су писмена само најпростији знаци гласова, Луки није било тешко, по том начелу, да избаци из азбуке сва она писмена чији се гласови не чују. На тај начин Лука долази до закључка да за српски језик треба тридесет писмена за толико звукова. Прекрасно и знаменито число, вели он. Само је код звукова и и ј био у недоумици, јер му се чинило да је j половина од к те га, зато, треба и писати половином знака: i. Мало доцније је и у том погледу изишао на прави пут, и у његовим рукописима налазимо ј као потпун и засебан звук и знак позајмљен из латинице. Тиме је потпуно стао на најнапредније гледиште правописно, као што је и иначе у свему био од најнапреднијих Срба свога доба. У том једином његовом делу, препознајемо теоретичара версификације и песника, а тек после неког ко ради на реформи ортографије. Лука је у предговору Опита нагласио да пиче народним језиком.
Био је пријатељ и истомишљеник Саве Мркаља, који га помиње у својој чувеној књизи о "дебелом јер".